# Fragments of Freedom
Fragments of Freedom — третий студийный альбом британской трип-хоп группы Morcheeba, выпущенный в 2000 году. Один из самых успешных альбомов группы Morcheeba. Специальная версия CD содержит короткое видео «Making of Fragments Of Freedom».

## Список композиций
1. «World Looking In»
2. «Rome Wasn't Built in a Day»
3. «Love Is Rare»
4. «Let It Go»
5. «A Well Deserved Break»
6. «Love Sweet Love» (featuring Mr. Complex)
7. «In the Hands of the Gods» (featuring Biz Markie)
8. «Shallow End»
9. «Be Yourself»
10. «Coming Down Gently»
11. «Good Girl Down» (featuring Bahamadia)
12. «Fragments of Freedom»